# The Dark Discovery
The Dark Discovery – pierwszy album studyjny szwedzkiego zespołu Evergrey.

## Lista utworów
1. „Blackened Dawn” – 3:52
2. „December 26th” – 5:05
3. „Dark Discovery” – 3:35
4. „As Light Is Our Darkness” – 2:00
5. „Beyond Salvation” – 4:03
6. „Closed Eyes” – 6:39
7. „Trust and Betrayal” – 4:18
8. „Shadowed” – 3:52
9. „When the River Calls” – 4:28
10. „For Every Tear That Falls” – 4:14
11. „To Hope Is to Fear” – 5:39

## Twórcy
- Tom S. Englund – śpiew, gitara
- Dan Bronell – gitara
- Daniel Nojd – gitara basowa
- Patrick Carlsson – instrumenty perkusyjne
- Will Chandra – instrumenty klawiszowe

### Goście
- Carina Kjellberg – śpiew (żeński)
- Andy LaRocque – gitara w utworze Closed Eyes
- Mattias IA Eklundh – gitara w utworze When The River Calls